# Tractat de Toledo (1368)
El Tractat de Toledo de 1368 va ser un tractat entre els llavors reis de Castella i França. Enric II de Castella i Carles V de França van formar una aliança militar durant la Primera Guerra Civil castellana, que va donar forma a la historia europea medieval.

## Context històric

### Primera guerra civil castellana
La dinastia castellana es trobava en un estat d'inestabilitat política i social. Fa 17 anys que va esclatar la Primera Guerra Civil Castellana. Pedro I es va enfrontar al seu germanastre, Enric II. Un any abans del final de la guerra, el rei Trastàmara es va reunir amb Carles V per a firmar una aliança militar mútuament beneficiosa.

## El tractat
Les condicions d'aquest tractat van ser que, primer, Castella es compromet a oferir suport naval a França quan aquesta la precisi en la seva guerra contra els anglesos i França es compromet a fer costat a Enrique de Trastàmara en la seva guerra contra Pere I.